# Cmentarz Komunalny w Jaszkowie
Cmentarz Komunalny dla miasta Legnicy w Jaszkowie – cmentarz komunalny miasta Legnica na wzgórzu Wąwelno (178 m n.p.m.) położony na terenie gmin Krotoszyce i Miłkowice, w obrębach wsi Białka, Jaszków i Lipce o powierzchni 11 ha (docelowo 34 ha). Oddany do użytku 23 maja 2013 r.
Właścicielem cmentarza jest gmina Legnica, dzierżawcą - spółka komunalna Legnickie Przedsiębiorstwo Gospodarki Komunalnej.

## Historia
Po opuszczeniu Polski przez wojska radzieckie w 1993 roku gmina Legnica weszła w posiadanie m.in. byłego poligonu „Igła” na wzgórzu Wąwelno. W 1997 r. zarząd miasta zdecydował o przeznaczeniu terenu na cmentarz. Związane to było z faktem, że na dotychczasowym cmentarzu komunalnym w Legnicy oraz mniejszych nekropoliach zaczęło brakować miejsc grzebalnych, a w granicach miasta brakowało odpowiedniej działki na nowy cmentarz. Obiekty byłego poligonu przeznaczono do rozbiórki.
W latach 2002–2006 obszar dawnego poligonu został powiększony o 10 ha przejętych nieodpłatnie od Agencji Nieruchomości Rolnych i ok. 1 ha otrzymany od gminy Krotoszyce. Teren pod budowę drogi na cmentarz nabyto od KGHM Polska Miedź, do której należały grunty w strefie ochronnej Huty Miedzi Legnica.
Planowanie cmentarza zakończono w roku 2002. W 2003 rady gmin Krotoszyce i Miłkowice uchwaliły miejscowy plan zagospodarowania przestrzennego zgodnie z którym na terenie położonym w ich zachodniej części mógł został wybudowany cmentarz komunalny.
Budowę rozpoczęto w roku 2009. Uroczyste otwarcie nekropolii nastąpiło 23 maja 2013, teren cmentarza został poświęcony przez przedstawicieli czterech kościołów: rzymskokatolickiego księdza kanclerza Legnickiej Kurii Biskupiej Józefa Lisowskiego, biskupa ewangelickiego Ryszarda Bogusza, biskupa greckokatolickiego Włodzimierza Juszczaka oraz proboszcza legnickiej Cerkwi Prawosławnej Lubomira Worhacza.

## Charakterystyka
W pierwszym etapie prac zagospodarowano teren o powierzchni 11 hektarów. Przygotowano 32 kwatery, które pomieszczą 15 tysięcy zmarłych w grobach ziemnych oraz 10 kolumbariów na ok. 1000 pochówków urnowych. W skład cmentarza wchodzą również dom przedpogrzebowy, budynki administracyjne oraz krematorium, zaplecze, garaże i lokale pod działalność usługową związaną z cmentarzem. Teren został ogrodzony, zainstalowano oświetlenie. W ramach inwestycji wybudowano tymczasowy dojazd z drogi krajowej nr 94 w Lipcach. Przy cmentarzu wybudowano dwa parkigi na około 300 miejsc.
Realizacja pierwszego etapu pochłonęła 25 mln złotych.
Mimo otwarcia nowego cmentarza założono dalszą eksploatację cmentarza przy ul.Wrocławskiej w Legnicy, m.in. w grobowcach rodzinnych.